# Variscourt
Variscourt település Franciaországban, Aisne megyében. Lakosainak száma 218 fő (2022. január 1.). Variscourt Aguilcourt, Bertricourt, Condé-sur-Suippe, Pignicourt és Villeneuve-sur-Aisne községekkel határos.

## Népesség
A település népessége az elmúlt években az alábbi módon változott:
| Lakosok száma | 86   | 76   | 110  | 197  | 200  | 190  | 197  | 211  | 211  | 218  |
|               | 1968 | 1982 | 1990 | 2006 | 2013 | 2015 | 2017 | 2019 | 2020 | 2022 |